# 33932 Keane
33932 Keane è un asteroide della fascia principale. Scoperto nel 2000, presenta un'orbita caratterizzata da un semiasse maggiore pari a 3,0874341 au e da un'eccentricità di 0,1955483, inclinata di 6,05441° rispetto all'eclittica.